# Muhammad Marbawi
Muhammad Marbawi, född 30 januari 1983, är en malaysisk bågskytt. Han deltog vid olympiska sommarspelen 2008.